# Дупляные квакши
Дупляные квакши, гребнистоголовы или каскетные квакши (лат. Nyctimantis) — род бесхвостых земноводных из семейства квакш. В 2021 году род был объединён с родами Aparasphenodon и Argenteohyla. Представители рода встречаются на юго-востоке Бразилии, в бассейне  реки Ориноко в Венесуэле, Колумбии и Бразилии. Это древесные виды, обычно скрывающиеся в цветках эпифитных бромелий. У всех видов на верхней части головы есть костная пластина.

## Классификация
На январь 2023 года в род включают 7 видов:
- Nyctimantis arapapa Pimenta, Napoli & Haddad, 2009
- Nyctimantis bokermanni Pombal, 1993
- Nyctimantis brunoi (Miranda-Ribeiro, 1920) — Бразильский гребнистоголов
- Nyctimantis galeata (Pombal et al., 2012)
- Nyctimantis pomba Lopes de Assis at al., 2013
- Nyctimantis rugiceps Boulenger, 1882 — Дупляная квакша
- Nyctimantis siemersi (Mertens, 1937) — Каскетная квакша